# Municipio de Abington (Indiana)
El municipio de Abington (en inglés: Abington Township) es un municipio ubicado en el condado de Wayne en el estado estadounidense de Indiana. En el año 2010 tenía una población de 853 habitantes y una densidad poblacional de 15,55 personas por km².

## Geografía
El municipio de Abington se encuentra ubicado en las coordenadas 39°44′31″N 84°59′30″O / 39.74194, -84.99167. Según la Oficina del Censo de los Estados Unidos, el municipio tiene una superficie total de 54.84 km², de la cual 54,58 km² corresponden a tierra firme y (0,47 %) 0,26 km² es agua.

## Demografía
Según el censo de 2010, había 853 personas residiendo en el municipio de Abington. La densidad de población era de 15,55 hab./km². De los 853 habitantes, el municipio de Abington estaba compuesto por el 98,83 % blancos, el 0,12 % eran afroamericanos, el 0,23 % eran amerindios, el 0,12 % eran isleños del Pacífico y el 0,7 % eran de una mezcla de razas. Del total de la población el 0,94 % eran hispanos o latinos de cualquier raza.